# Trichura completa
Trichura completa là một loài bướm đêm thuộc phân họ Arctiinae, họ Erebidae.